# Карабашское водохранилище
Карабашское водохранилище (тат. Карабаш сусаклагычы) — водохранилище, расположенное в низовьях реки Зай (Бугульминский Зай), недалеко от впадения её в реку Степной Зай. Плотина в восточной части посёлка городского типа Карабаш Бугульминского района на юго-востоке Татарстана. Основное назначение водохранилища — обеспечение водой нефтепромыслов и промпредприятий на участке от посёлка Карабаш до села Бигашево.

## География
Створ плотины Карабашского водохранилища расположен на расстоянии 2,5 км от устья и в 47,5 км от истока реки Бугульминский Зай. Водоем расположен среди отрогов Бугульминско-Белебеевской возвышенности в 15 км к северо-востоку от Лениногорска, в 20 км к северо-западу от Бугульмы, в 30 км к юго-востоку от Альметьевска.
Вытянуто вдоль поймы реки в широтном направлении. Южный (левый) берег пологий, северный берег холмистый с высотами до 300 м над уровнем моря.
Почти полностью находится в границах Бугульминского района, лишь крайняя северо-восточная часть (место впадения реки Зай) относится к Азнакаевскому району.

## Основные характеристики
Годовой сток реки слабо зарегулирован, гидрограф характеризуется высоким весенним половодьем и низкой меженью.
Нормальный подпорный уровень (НПУ) с 2012 года установлен 139,5 м. Фактические уровни в течение года колеблются: так, в 2005—2013 годах на начало года уровни воды в водохранилище устанавливались ниже НПУ на 2 м, к концу первого квартала понижались еще на 2 м и к началу весеннего половодья были на отметках 135.7-136,0 м. В начале второго квартала уровень увеличивается до НПУ (139.5) с небольшими колебаниями, который и сохраняется на протяжении летнего периода.
Площадь зеркала при НПУ составляет 7,3 км², длина по оси водохранилища 8,7 км, максимальная ширина вблизи плотины 1,1 км, средняя глубина 7,2 м, максимальная глубина 20,4 м. Полный объём водохранилища при НПУ — 0,0524 км³.

## Хозяйственное значение
Гидроузел построен трестом «Центроспецстрой» Миннефтепрома СССР и введён в эксплуатацию в 1957 году. В составе гидроузла железобетонная плотина длиной 1200 м, водослив, насосные станции. Основное назначение водохранилища заключалось в водообеспечении близлежащих нефтепромыслов и промышленных предприятий. С этой целью в районе села Бигашева был построен Бигашевский водозабор. Имеются зоны отдыха, развивается спортивное рыболовство.
В 1992—1996 годах произведена реконструкция Карабашского гидроузла и насосных станций, в 1997—1999 годах построена малая ГЭС с одной турбиной установленной мощностью 500 кВт.

## Данные государственного водного реестра
Водохранилище входит в речной бассейн Камы, Камский бассейновый округ.
Код водного объекта по Государственному водному реестру — 10010101521411100008649.

## Интересные факты
- У западного конца водохранилища в полукилометре от северного берега на склоне холма имеется надпись-геоглиф: TATNEFT. НГДУ «ЛЕНИНОГОРСКНЕФТЬ».